# Trichoscarta bodeni
Trichoscarta bodeni är en insektsart som beskrevs av Victor Lallemand 1929. Trichoscarta bodeni ingår i släktet Trichoscarta och familjen spottstritar. Inga underarter finns listade i Catalogue of Life.